# Friedrich Maximilian von Mandelsloh
Friedrich Maximilian von Mandelsloh (* 5. Dezember 1790 in Dresden; † 6. Januar 1871 ebenda) war ein sächsischer Generalmajor.

## Leben

### Herkunft
Er entstammte dem ursprünglich niedersächsischen Adelsgeschlecht derer von Mandelsloh. Er war Sohn des Leutnant Friedrich Wilhelm von Mandelsloh und dessen Ehefrau, einer von Kühn.

### Karriere
Friedrich Maximilian von Mandelsloh wurde 1803 zum Kadett des adeligen Kadettenkorps bei der kurfürstlich-sächsischen Armee ernannt. Nach langjähriger Erziehung und Teilnahme am Vierten Koalitionskrieg wurde er am 27. Mai 1807 als Fähnrich dem Infanterie-Regiment Clemens Prinz von Sachsen übergeben. Er nahm nachfolgend auf französischer Seite unter Beförderung zum Sousleutnant (6. April 1809) am Fünften Koalitionskrieg teil und stieg am 14. November 1811 zum Premierleutnant auf, wonach er am Russlandfeldzug 1812 teilnahm. Am 12. Oktober 1813 wurde er mit dem Ritterkreuz der französischen Ehrenlegion ausgezeichnet.  1814 wurde er zudem mit dem Ritterkreuz des russisch-kaiserlichen St. Wladimirordens vierter Klasse ausgezeichnet. Nach Kriegsende durchlief von Mandelsloh eine gewöhnliche militärische Laufbahn; er stieg am 14. Juni 1818 zum Kapitän und am 3. Mai 1830 zum Major auf. Am 26. November 1836 wurde er unter Beförderung zum Oberstleutnant Bataillonskommandeur des 2. Schützen-Bataillons und Flügeladjutant des sächsischen Königs. Mandelsloh war 1837 bei der Reise nach Italien und 1838 bei der Reise nach Istrien und Dalmatien Reisebegleiter des Königs Friedrich August II. Am 23. April 1838 wurde er zudem noch zum Oberst befördert und 1839 zum Regimentskommandeur des 3. Linieninfanterieregiments Prinz Georg ernannt.
Am 14. Dezember 1842 erfolgte schließlich seine Beförderung zum Generalmajor und Brigadekommandeur der 2. Infanterie-Brigade. Er reiste als außerordentlicher Gesandter 1844 nach  Schweden. Am 10. Dezember 1846 wurde er unter Genehmigung seines Abschiedsgesuches mit Pension zur Disposition gestellt.